# Dawson (Familienname)
Dawson ist ein patronymisch gebildeter englischer Familienname mit der Bedeutung „Sohn des Daw“, der seinerseits eine mittelalterliche Verkleinerungsform von David war.

## Namensträger

### A
- Alan Dawson (1929–1996), US-amerikanischer Jazz-Schlagzeuger
- Albert F. Dawson (1872–1949), US-amerikanischer Politiker
- Alex Dawson (1940–2020), schottischer Fußballspieler
- Andy Dawson (* 1978), englischer Fußballspieler
- Angus Dawson (* 2000), australischer Ruderer
- Anthony Dawson (1916–1992), britischer Schauspieler
- Anthony M. Dawson, Pseudonym von Antonio Margheriti (1930–2002), italienischer Filmregisseur
- Archibald Dawson (1892–1938), schottischer Bildhauer und Kunstpädagoge

### B
- Beatrice Dawson (1908–1976), britische Kostümbildnerin
- Bertrand Dawson, 1. Viscount Dawson of Penn (1864–1945), britischer Mediziner
- Bernhard Hildebrandt Dawson (1890–1960), argentinischer Astronom
- Brendon Dawson (* 1967), simbabwischer Rugby-Union-Spieler
- Brian Dawson († 2013), britischer Musiker

### C
- Casey Dawson (* 2000), US-amerikanischer Eisschnellläufer
- Chad Dawson (* 1982), US-amerikanischer Boxer
- Charles Dawson (1864–1916), britischer Archäologe
- Charles Dawson (Billardspieler) (1866–1921), englischer English-Billiards-Spieler
- Charles I. Dawson (1881–1969), US-amerikanischer Jurist und Politiker
- Charles M. Dawson (1893–1973), US-amerikanischer Politiker
- Charlotte Dawson († 2014), australisches Model und Moderatorin
- Christopher Dawson (1889–1970), britischer Soziologe und Kulturhistoriker
- Colin T. Dawson (* 1960), britischer Jazzmusiker
- Craig Dawson (* 1990), englischer Fußballspieler

### D
- Dana Dawson (1974–2010), US-amerikanische Sängerin, Songautorin und Schauspielerin
- David Dawson (Maler) (* 1960), britischer Maler
- David Dawson (Choreograf) (* 1972), britischer Tänzer und Choreograf
- David Dawson (Politiker) (* 1973), US-amerikanischer Politiker
- David Dawson (Cricketspieler) (* 1982), australischer Cricketspieler
- David Dawson (Schauspieler) (* 1982), britischer Schauspieler
- Dean Dawson (* 1977), deutscher Rapper
- Dermontti Dawson (* 1965), US-amerikanischer American-Football-Spieler
- Devin Dawson (* 1989), US-amerikanischer Countrysänger
- Donald A. Dawson (* 1937), kanadischer Mathematiker
- Duke Dawson († 2012), US-amerikanischer Bluesmusiker

### E
- Edgar Dawson (1931–2015), englischer Rugby-League-Spieler
- Edward Dawson (Edward John Dawson; 1907–1968), kanadischer Basketballspieler
- Elliot W. Dawson (* 1930), neuseeländischer Meeresbiologe
- Elmar Yale Dawson (1918–1966), US-amerikanischer Botaniker
- Erica Dawson (* 1994), neuseeländische Seglerin

### G
- George Mercer Dawson (1849–1901), kanadischer Geograph und Geodät
- Glen Dawson (1906–1968), US-amerikanischer Hindernisläufer
- Gordon T. Dawson († 2023), US-amerikanischer Produzent und Drehbuchautor

### H
- Hamish Dawson (1925–2007), schottischer Rugby-Union-Spieler
- Henry Dawson (1811–1878), englischer Maler

### J
- Jacob Dawson (* 1993), britischer Ruderer
- Jaimie Dawson (* 1969), kanadischer Badmintonspieler
- JaJuan Dawson († 2015), US-amerikanischer American-Football-Spieler
- Janet Dawson (* 1935), australische Malerin
- Jeremy Dawson, US-amerikanischer Filmproduzent und Visuelleffektdesigner
- Jerry Dawson (Fußballspieler, 1888) (Jeremiah Dawson; 1888–1970), englischer Fußballspieler
- Jerry Dawson (Fußballspieler, 1909) (James Dawson; 1909–1977), schottischer Fußballtorhüter und -trainer
- Jill Dawson (* 1962), britische Schriftstellerin
- Jimmy Dawson (Fußballspieler, 1890) (James Maxwell Dawson; 1890–1972), schottischer Fußballspieler
- Jimmy Dawson (Fußballspieler, 1927) (James Emslie Irvine Bannerman Dawson; 1927–2005), schottischer Fußballspieler
- Jimmy Dawson (Basketballspieler) (* 1945), US-amerikanischer Basketballspieler
- Joe Dawson (1889–1946), US-amerikanischer Rennfahrer
- Joey Dawson (* 2003), englischer Fußballspieler
- John Dawson (Politiker) (1762–1814), US-amerikanischer Politiker
- John Dawson (Golfspieler) (John W. Dawson; 1902–1986), US-amerikanischer Golfspieler und Golfarchitekt
- John Dawson (Musiker) (1945–2009), US-amerikanischer Musiker
- John Dawson (Prediger), christlich-fundamentalistischer Prediger
- John Barry Dawson (1932–2013), britischer Geologe
- John Bennett Dawson (1798–1845), US-amerikanischer Politiker
- John Littleton Dawson (1813–1870), US-amerikanischer Politiker
- John M. Dawson (1930–2001), US-amerikanischer Physiker
- John Philip Dawson (1902–1985), US-amerikanischer Jurist
- John W. Dawson (Politiker) (1820–1877), US-amerikanischer Politiker
- John W. Dawson (Mathematiker) (* 1944), US-amerikanischer Mathematiker und Mathematikhistoriker
- John William Dawson (1820–1899), kanadischer Paläontologe
- John Wyndham Dawson (* 1928), neuseeländischer Botaniker
- Julian Dawson (* 1954), britischer Musiker und Poet

### K
- Kathleen Dawson (* 1997), britische Schwimmerin
- Katrina Dawson (1976–2014), australische Rechtsanwältin
- Kevin Dawson (Radsportler) (* 1970), britischer Radrennfahrer
- Kevin Dawson (Schauspieler) (* 1979), deutscher Schauspieler
- Kevin Dawson (Fußballspieler, 1981) (* 1981), englischer Fußballspieler
- Kevin Dawson (Fußballspieler, 1990) (* 1990), irischer Fußballspieler
- Kevin Dawson (Fußballspieler, 1992) (* 1992), uruguayischer Fußballspieler
- Kieron Dawson (* 1975), irischer Rugby-Union-Spieler
- Kimya Dawson (* 1972), US-amerikanische Sängerin

### L
- Layla Dawson (1949–2015), englische Architektin und Autorin
- Len Dawson (1935–2022), US-amerikanischer American-Football-Spieler
- Lynne Dawson (* 1956), englische Sopranistin

### M
- Margaret Damer Dawson (1873–1920), englisch-britische Tierschützerin, Antivivisektionistin, Philanthropin und Polizistin
- Mark Dawson (* 1973), britischer Schriftsteller
- Mary Cardwell Dawson (1894–1962), US-amerikanische Musikerin, Gründerin der National Negro Opera Company
- Mary Elizabeth Dawson (1833–1924), neuseeländische Landwirtin, Krankenschwester und naturverbundene Frau
- Mary R. Dawson (1931–2020), US-amerikanische Wirbeltier-Paläontologin
- Matthew Dawson (* 1994), australischer Hockeyspieler
- Merlyn Dawson (* 1960), belizischer Radrennfahrer
- Michael Dawson (Spezialeffektkünstler) (* 1958), britischer Spezialeffektkünstler
- Michael Dawson (Fußballspieler) (* 1983), englischer Fußballspieler

### N
- Neil Dawson (* 1948), neuseeländischer Bildhauer

### O
- Oscar Stanley Dawson (1923–2011), indischer Admiral

### P
- Peter Dawson (Sänger) (1882–1961), australischer Bassbariton
- Peter Dawson (Golfspieler) (* 1950), englischer Golfspieler
- Peter Dawson (Radsportler) (* 1982), australischer Radrennfahrer
- Phil Dawson (* 1975), US-amerikanischer American-Football-Spieler
- Philip E. Dawson, US-amerikanischer Chemiker

### R
- Ralph Dawson (1897–1962), US-amerikanischer Filmeditor
- Richard Dawson (Schauspieler) (1932–2012), britischer Schauspieler
- Richard Dawson (Fußballspieler, 1960) (* 1960), englischer Fußballspieler
- Richard Dawson (Fußballspieler, 1962) (* 1962), englischer Fußballspieler
- Richard Dawson (Fußballspieler, 1967) (* 1967), englischer Fußballtorhüter
- Richard Dawson (Musiker), britischer Musiker und Künstler
- Ronnie Dawson (1939–2003), US-amerikanischer Rockabilly-Sänger
- Rosario Dawson (* 1979), US-amerikanische Schauspielerin
- Roxann Dawson (* 1958), US-amerikanische Schauspielerin und Regisseurin

### S
- Sally Dawson (* 1955), US-amerikanische Physikerin
- Shane Dawson (* 1988), US-amerikanischer Komiker und Schauspieler
- Stef Dawson (* 1983), australische Schauspielerin

### T
- Thomas Cleland Dawson (1865–1912), US-amerikanischer Diplomat und Rechtsanwalt
- Thomas Rayner Dawson (1889–1951), britischer Schachkomponist
- Toby Dawson (* 1979), US-amerikanischer Freestyle-Skier
- Tony Dawson (* 1967), US-amerikanischer Basketballspieler
- Tracy Dawson (* 1973), kanadische Schauspielerin

### W
- William Dawson (1820–1899), kanadischer Geologe und Paläontologe, siehe John William Dawson
- William Dawson (Politiker, 1825) (1825–1901), US-amerikanischer Politiker (Minnesota)
- William Dawson (Politiker, 1848) (1848–1929), US-amerikanischer Politiker (Missouri)
- William Dawson (Diplomat) (1885–1972), US-amerikanischer Diplomat
- William A. Dawson (1903–1981), US-amerikanischer Politiker
- William Crosby Dawson (1798–1856), US-amerikanischer Politiker
- William Johnston Dawson († 1796/1798), US-amerikanischer Politiker
- William L. Dawson (Politiker) (William Levi Dawson; 1886–1970), US-amerikanischer Politiker
- William L. Dawson (Komponist) (William Levi Dawson; 1899–1990), US-amerikanischer Komponist
- William M. O. Dawson (1853–1916), US-amerikanischer Politiker

### Fiktive Namensträger
- Jack und Rose Dawson aus dem Film Titanic (1997)